# Atheris ceratophora
Atheris ceratophora es una especie de serpiente venenosa viperinae que se encuentra sólo en algunas montañas en Tanzania. Es la única víbora con cuernos de África, junto con la Víbora cornuda de Matilda. No se reconocen actualmente subespecies

## Descripción
Crece hasta una longitud máxima de 54 centímetros. Las hembras son un poco más grandes que los machos. El máximo tamaño reportado en machos es de 42 cm, con una cola de 8 cm
Son fácilmente reconocibles por una serie de 3 a 5 escamas superciliares sobre cada ojo. 
El patrón de coloración consiste en un verde amarillento, oliva, gris o negro. Puede estar cubierto por marcas variables, a veces en forma de manchas negras irregulares o líneas transversales alineadas con manchas amarillas o blancas. El vientre va de color naranja sucio, a casi negro.

## Nombres Comunes
Víbora arbórea de Usambara, víbora cornuda de arbusto, víbora arbórea de la montaña de Usambara, víbora de árbol de Usambara,

## Distribución Geográfica
Se encuentra en las montañas Usambara y Udzungwa en Tanzania. Probablemente también se encuentre en las montañas Uluguru.

## Hábitat
Se encuentran en el pasto y en arbustos alrededor de 1 m sobre el suelo en montes y bosques, en altitudes de 700 a 2000 m.

## Comportamiento
Como en otras especies Atheris, es probable que se mantengan activas principalmente en la noche, o en los atardeceres y amaneceres.